# Penedo
Penedo este un oraș în unitatea federativă Alagoas (AL), Brazilia. Localitatea Penedo a fost stabilită în 1614.